# Sis dies de Maastricht
Els Sis dies de Maastricht era una cursa de ciclisme en pista, de la modalitat de sis dies, que es disputava a Maastricht (Països Baixos). La seva primera edició data del 1976 i es va celebrar fins al 1987. El 2006 es van voler recuperar, però sense èxit, ja que el 2007 no es va poder disputar per problemes econòmics.

## Palmarès
| Any     | Primers                        | Segons                            | Tercers                          |
| ------- | ------------------------------ | --------------------------------- | -------------------------------- |
| 1976    | Graeme Gilmore · Patrick Sercu | Günther Haritz · René Pijnen      | Albert Fritz · Wilfried Peffgen  |
| 1977    | Eddy Merckx · Patrick Sercu    | Gerben Karstens · René Pijnen     | Donald Allan · Danny Clark       |
| 1978    | Gerrie Knetemann · René Pijnen | Albert Fritz · Wilfried Peffgen   | Danny Clark · Gerben Karstens    |
| 1979    | Donald Allan · Danny Clark     | René Pijnen · Jan Raas            | Albert Fritz · Patrick Sercu     |
| 1980    | Gerrie Knetemann · René Pijnen | Albert Fritz · Patrick Sercu      | Gert Frank · Roman Hermann       |
| 1981    | René Pijnen · Adrie Wijnands   | Albert Fritz · Günther Schumacher | Udo Hempel · Josef Kristen       |
| 1982    | René Pijnen · Adrie Wijnands   | Albert Fritz · Wilfried Peffgen   | Gerrie Knetemann · Patrick Sercu |
| 1983    | Albert Fritz · Dietrich Thurau | Josef Kristen · René Pijnen       | Robert Dill-Bundi · Gert Frank   |
| 1984    | Danny Clark · René Pijnen      | Gert Frank · Horst Schütz         | Albert Fritz · Dietrich Thurau   |
| 1985    | Danny Clark · Anthony Doyle    | Gert Frank · René Pijnen          | Roman Hermann · Gerrie Knetemann |
| 1986    | René Pijnen · Dietrich Thurau  | Danny Clark · Anthony Doyle       | Roman Hermann · Josef Kristen    |
| 1987    | Danny Clark · Anthony Doyle    | Etienne De Wilde · Teun van Vliet | Roman Hermann · Joop Zoetemelk   |
| 1988-05 | No disputats                   | No disputats                      | No disputats                     |
| 2006    | Franco Marvulli · Bruno Risi   | Iljo Keisse · Marco Villa         | Danny Stam · Peter Schep         |